# Cacilda Lanuza
Cacilda Lanuza de Godoy Silveira (Campina Grande, 1 de setembro de 1930 - São Paulo, 17 de junho de 2018) foi uma atriz de teatro, cinema e televisão brasileira, além de apresentadora de televisão, radioatriz, radialista, escritora, repórter e locutora.
Como apresentadora, fazia parte do grupo que levava ao ar o programa Esse Mundo é das Mulheres, de Walter Forster. O grupo tinha ainda Hebe Camargo, Wilma Bentivegna, Lourdes Rocha e Eloísa Mafalda.

## Filmografia

### Televisão
| Ano  | Título                   | Personagem   | Notas                                          |
| ---- | ------------------------ | ------------ | ---------------------------------------------- |
| 1984 | Joana                    | Lourdes      |                                                |
| 1984 | Padre Cícero             | Senhora      |                                                |
| 1983 | Caso Especial            | Sandra       | Episódio: "A pata do macaco"                   |
| 1983 | Caso Especial            | Dona Nadir   | Episódio: "A Vida Secreta de Berenice"         |
| 1983 | Eu Prometo               | Amélia       |                                                |
| 1981 | Morte e Vida Severina    | Ivaneide     |                                                |
| 1976 | Teatro 2                 | —            | Episódio: "História de Esmeraldina e Otaciano" |
| 1975 | Teatro 2                 | —            | Episódio: "Electra"                            |
| 1975 | Teatro 2                 | —            | Episódio: "A Casa de Bernarda Alba"            |
| 1971 | Meu Pedacinho de Chão    | Helena       |                                                |
| 1969 | A Menina do Veleiro Azul | Isabel       |                                                |
| 1968 | Os Diabólicos            | —            |                                                |
| 1967 | Os Miseráveis            | —            |                                                |
| 1967 | Sublime Amor             | Angélica     |                                                |
| 1966 | Somos Todos Irmãos       | Odila        |                                                |
| 1965 | Olhos que Amei           | Ana          |                                                |
| 1965 | O Mestiço                | Guará        |                                                |
| 1964 | O Pintor e a Florista    | Sara         |                                                |
| 1959 | Teledrama                | Lucilda      | Episódio: "O Último Beijo"                     |
| 1958 | Teledrama                | Mãe de Lúcia | Episódio: "A Bala de Ouro"                     |
| 1957 | Teledrama                | —            | Episódio: "O Rosário"                          |
| 1956 | Teledrama                | —            | Episódio: "Estação 21, Rua 47"                 |
| 1955 | Teledrama                | —            | Episódio: "O Final do Conto"                   |
| 1954 | Teledrama                | Luzia        | Episódio: "Luzia-Homem"                        |

### Cinema
| Ano  | Título                  | Personagem          |
| ---- | ----------------------- | ------------------- |
| 1968 | Trilogia do Terror      | Mãe                 |
| 1967 | O Caso dos Irmãos Naves | Esposa de Sebastião |
| 1958 | Chão Bruto              | Xaíca               |
| 1953 | O Canto do Mar          | —                   |

## Teatro[8]
- 1982 - Otelo
- 1978 - Verde Que Te Quero Verde
- 1978 - Investigação na Classe Dominante
- 1977 - Pedreira das Almas
- 1977 - Crimes Delicados
- 1976 - Mahagony - A Cidade dos Prazeres
- 1975 - Abajur Lilás
- 1975 - Bye Bye Pororoca
- 1975 - Lição de Anatomia
- 1974 - Lulu
- 1974 - Brecht Segundo Brecht
- 1973 - El Grande de Coca-Cola
- 1970 - O Escorpião de Numância
- 1970 - Os Mistérios do Amor
- 1970 - Cordão Umbilical
- 1966 - Oh, Que Delícia de Guerra!